# Eburiínos
Eburiini é uma tribo de coleópteros da subfamília Cerambycinae, na qual compreende cerca de 250 espécies, em 22 gêneros.

## Distribuição
As espécies distribuem-se dos Estados Unidos à Argentina.

## Sistemática
- Ordem Coleoptera
  - Subordem Polyphaga
    - Infraordem Cucujiformia
      - Superfamília Chrysomeloidea
        - Família Cerambycidae
          - Subfamília Cerambycinae
            - Tribo Eburiini
              - Gênero Beraba (Martins, 1997)
              - Gênero Cupanoscelis (Gounelle, 1909)
              - Gênero Dioridium (Zajciw, 1961)
              - Gênero Eburella (Martins & Monné, 1973)
              - Gênero Eburia (Lacordaire, 1830)
              - Gênero Eburiaca (Martins, 1999)
              - Gênero Eburodacrys (White, 1853)
              - Gênero Eburodacrystola (Melzer, 1928)
              - Gênero Eburostola (Tippmann, 1960)
              - Gênero Erosida (Thomson, 1860)
              - Gênero Neoeburia (Galileo & Martins, 2006)
              - Gênero Opades (Lacordaire, 1869)
              - Gênero Pantomallus (Lacordaire, 1869)
              - Gênero Pronuba (Thomson, 1860)
              - Gênero Quiacaua (Martins, 1997)
              - Gênero Simplexeburia (Galileo & Martins, 2010)
              - Gênero Solangella (Martins, 1997)
              - Gênero Styliceps (Lacordaire, 1869)
              - Gênero Susuacanga (Martins, 1997)
              - Gênero Tumiditarsus (Zajciw, 1961)
              - Gênero Uncieburia (Martins, 1997)
              - Gênero Volxemia (Lameere, 1884)